# Ben Peeters
Gijsbertus Johannes Maria (Ben) Peeters (Loosduinen, 28 oktober 1919 – Oosterhout, 29 april 2008) was een Nederlands voetbaltrainer. Hij behaalde zijn grootste successen in 1969 toen hij met Feijenoord de dubbel won.

## Spelersloopbaan
Ben Peeters groeide op in zijn geboorteplaats Loosduinen waar hij als jeugdspeler, zoals veel van zijn familieleden, lid werd van de plaatselijke club GDA. Hij voetbalde negen seizoenen als aanvaller in het eerste elftal. In 1947 stopte hij als actief voetballer om zich te richten op een trainersloopbaan. Hij doorliep alle cursussen en behaalde in 1956 het hoogste trainersdiploma van de KNVB.

## Trainerscarrière
Zijn eerste vereniging was in 1949 Verburch uit Poeldijk. GDA haalde hem twee jaar later als coach binnen. Hij timmerde aan de weg en zocht het in 1953 hogerop bij Quick in Den Haag. Het betaald voetbal was in 1954 ingevoerd in Nederland en Haarlem werd in 1956 zijn eerste profclub. Na een seizoen bij HBS in Den Haag ging hij in 1960 als jeugdtrainer bij Feijenoord aan de slag. Ook ging hij voor de KNVB trainerscursussen geven.
Hoofdtrainer Willy Kment kreeg van Feijenoord toestemming om twee maanden eerder, per 1 mei 1967, zijn contract te beëindigen om bondscoach te worden van Noorwegen. Ben Peeters werd gevraagd de laatste weken van dat seizoen de training over te nemen. Dat gebeurde tot ieders tevredenheid zodat de jeugdcoach een vaste aanstelling kreeg als hoofdtrainer.
Na twee succesvolle jaren besloot de clubleiding het contract met Peeters in 1969 niet te verlengen. Feijenoord ging als landskampioen Europa in en manager Guus Brox dacht met de gelouterde Ernst Happel internationaal een beter figuur te slaan.
Ben Peeters keerde terug naar Sportcomplex Varkenoord om zijn oude functie als jeugdtrainer weer op te pakken. Twee jaar later ging hij in op het aanbod van NAC om hoofdcoach te worden. In zijn tweede seizoen streed NAC tegen degradatie uit de Eredivisie. Drie wedstrijden voor het einde, op 2 mei 1973, werd hij ontslagen en per direct opgevolgd door Henk Wullems. NAC handhaafde zich en wist zelfs op 31 mei de KNVB Beker te winnen door N.E.C. met 2-0 te verslaan.
Excelsior was van 1973 tot 1975 zijn laatste club als trainer.

## Verdere loopbaan
Ben Peeters trad op 1 juli 1975 fulltime in dienst bij de afdeling Den Haag van de KNVB als Hoofd Technische Zaken. Hij werd tijdelijk in 1977 en later ook een periode in 1978 uitgeleend aan de 'grote' KNVB om de eerste bondscoach zaalvoetbal te worden. Deze functie vervulde hij van maart 1977 tot half oktober 1978. Hij zat als coach op de bank toen het Nederlands team op 22 april 1977 in het Belgische Genk zijn allereerste officiële interland speelde.

## Privé
Ben Peeters trouwde op 14 oktober 1942 met Jo Permentier in Den Haag. Na zijn overlijden op 88-jarige leeftijd werd hij begraven op begraafplaats Leijsenakkers in Oosterhout.